# 水枝區廳站
水枝區廳站（：／ Sujigucheong yeok */?）是新盆唐線沿線的一座地下車站，位於韓國京畿道龍仁市水枝區豐德川洞。本站於初期規劃時曾以「豐德川站」（풍덕천역）作為臨時站名，後於2015年國土交通部正式公告站名為「水枝區廳站」。

## 車站結構
站體為2面2線側式月台的地下車站，候車月台設有月台幕門，並有4處出口。

### 月台配置

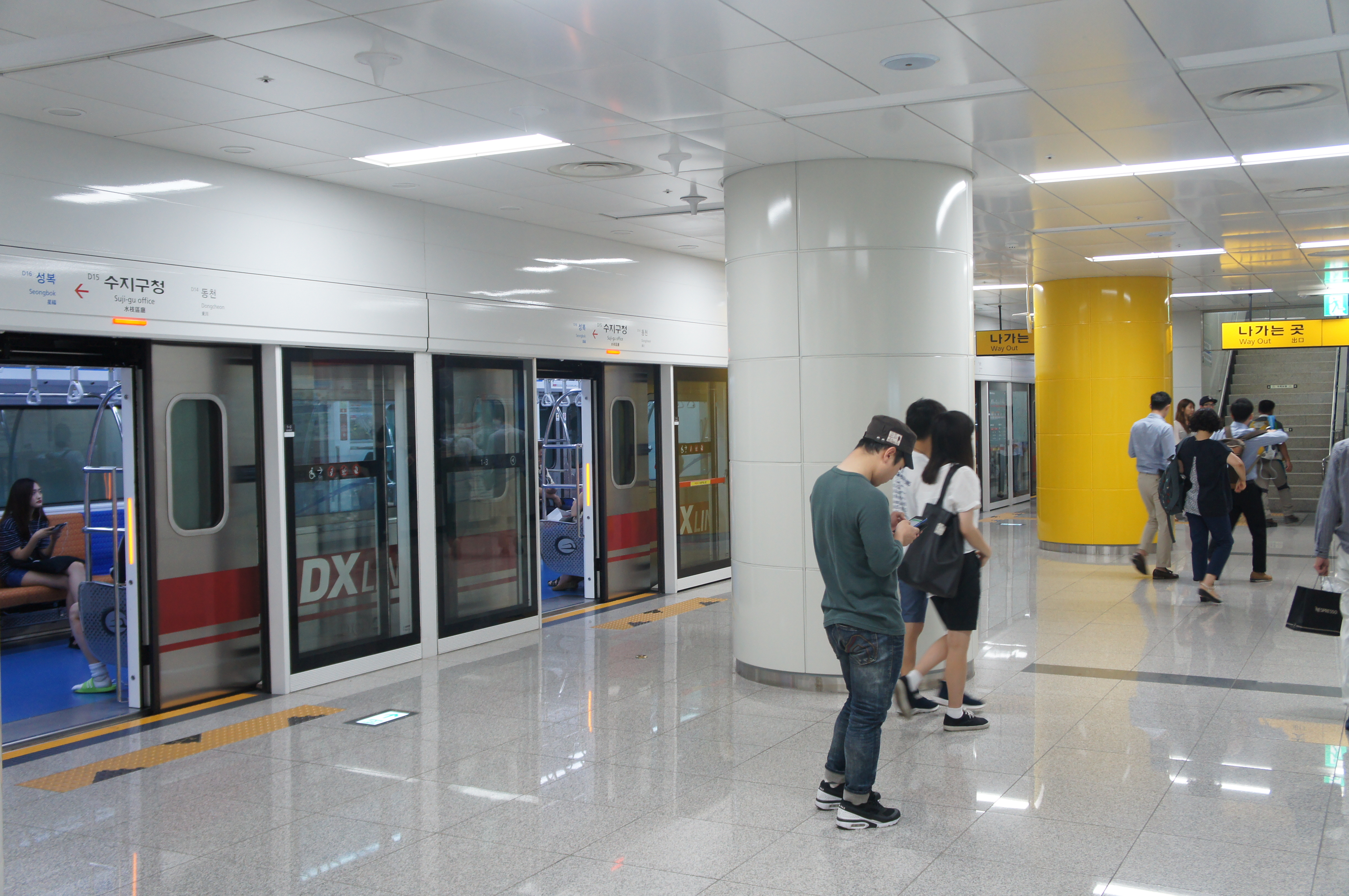
候車月台

| ↑ 東川 |
| \| 下  |
| 星福 ↓ |

| 月台 | 路線      | 目的地                     |
| ---- | --------- | -------------------------- |
| 上行 | ●新盆唐線 | 亭子、板橋、良才、江南方向 |
| 下行 | ●新盆唐線 | 星福、光教方向             |

## 歷史
- 2016年1月30日：落成啟用。

## 車站周邊
- 水枝區廳
- 水枝衛生所
- 水枝圖書館
- 水枝近鄰公園
- 圃隱藝術館
- 龍仁市女性會館
- 新亭鎮
- 新月初等學校
- 文正中學
- 水枝中學
- 檀國大學
- 水枝Respia（朝鲜语：수지레스피아）
- 新世界百貨
- 友利銀行

## 相鄰車站
Neo Trans
●新盆唐線
東川（D14）－水枝區廳（D15）－星福（D16）